# Seibu Railway
Seibu Railway Company, Ltd. (яп. 西武鉄道株式会社 сэйбу тэцудо: кабусики гайся) — крупный японский частный железнодорожный оператор и центральная компания группы Seibu Group (яп. 西武グループ сэйбу гуру:пу), которая вовлечена в общественный транспорт, торговлю недвижимостью, розничную торговлю и другие отрасли. Линии компании соединяют центральную часть японской столицы Токио с городами префектуры Сайтама. Компании также принадлежит обширная сеть автобусных маршрутов и такси.

## История
Компания была основана в 1894 году и в декабре того же года начала обслуживание железной дороги Кавагоэ на участке от Кокубундзи до Кавагоэ. В последующие годы было построено несколько линий, ведущих в префектуру Сайтама от станции Синдзюку. В 1943 году компания была объединена с другой компанией — Musashino Railway, которая управляла линей Икэбукуро — Ханно с 1915 года.
21 декабря 2005 года акционеры компании проголосовали за то, чтобы отстранить от управления компанией корпорацию «Кокудо» (которая до этого являлась основным держателем акций) и её президента Ёсиаки Цуцуми, который был приговорен к двум с половиной годам тюрьмы в октябре того же года за использование в торгах инсайдерской информации. Реорганизация была завершена к февралю 2006 года созданием холдинговой компании Seibu Holdings, Inc., объединяющей железнодорожный бизнес и сеть отелей Prince Hotels. Крупнейшим акционером новой компании стала американская Cerberus Group.

## Линии компании
Железнодорожная сеть компании насчитывает 179,8 км путей. Линии разделены на две группы. Точкой пересечения этих двух групп является станция Токородзава.
Seibu Railway известна своими составами, раскрашенными в ярко-жёлтый цвет, но в последнее время новые серии вагонов имеют неокрашенные корпуса из нержавеющей стали с синей полосой посередине.

### Группа линий Икэбукуро
Группа линий Икэбукуро включает в себя линию Икэбукуро и все её ответвления.
- Линия Икэбукуро (池袋線): Икэбукуро—Токородзава—Ханно—Агано (57,8 км)
  - Сквозное сообщение с линией Юракутё до станции Син-Киба и с линией Фукутосин до станции Сибуя
- Линия Сэйбу-Титибу (西武秩父線): Агано—Сэйбу-Титибу (19,0 км)
- Линия Сэйбу-Юракутё (西武有楽町線): Нэрима—Котакэ-Мукаихара (2,6 км)
  - соединяет линию Икэбукуро с сетью компании Tokyo Metro
- Линия Тосима (豊島線): Нэрима—Тосимаэн (1,0 км)
- Линия Саяма (狭山線): Ниси-Токородзава—Сэйбу-Кюдзёмаэ (4,2 км)

### Группа линий Синдзюку
Группа линий Синдзюку включает в себя линию Синдзюку и все её ответвления, а также линию Тамагава, которая, не будучи ответвлением, ранее принадлежала компании-оператору линии Синдзюку, до объединения с группой линий Икэбукуро.
- Линия Синдзюку (新宿線): Сэйбу-Синдзюку-Токородзава-Хон-Ковагоэ (47,5 км)
- Линия Сэйбуэн (西武園線): Хигаси-Мураяма—Сэйбуэн (2,4 км)
- Линия Хайдзима (拝島線): Кодайра—Хайдзима (14,3 км)
- Линия Тамако (多摩湖線): Кокубундзи—Хагияма—Сэйбу-Юэнти (9,2 км)
- Линия Кокубундзи (国分寺線): Хигаси-Мураяма—Огава—Кокубундзи (7,8 км)
- Линия Ахина (安比奈線): Минами-Оцука—Ахина (3,2 км: грузовая, не функционирует)
- Линия Тамагава (多摩川線): Мусаси-Сакаи—Корэмаса (8,0 км)

### Лёгкий электропоезд
- Линия Ямагути (山口線): Сэйбу-Юэнти—Сэйбу-Кюдзёмаэ (2,8 км)

## Дочерние компании
- Prince Hotels
- Seibu Construction
- Seibu Bus
- Saitama Seibu Lions (бейсбольная команда)
- Seibu Real Estate
- Seibu Trading